# Suzy Favor Hamilton
Suzy Favor Hamilton (født 1968) er en tidligere amerikansk mellemdistanceløber, som deltog ved OL i 1992, 1996 og 2000.
Efter sin løbekarriere blev hun escortpige.

## Bøger på dansk
- Sexløberen (2016)